# Marc Vinco
Marc Vinco es un deportista francés que compitió en ciclismo en la modalidad de trials, ganador de tres medallas en el Campeonato Mundial de Ciclismo de Montaña entre los años 1999 y 2002.

## Palmarés internacional
| Campeonato Mundial | Campeonato Mundial      | Campeonato Mundial | Campeonato Mundial |
| Año                | Lugar                   | Medalla            | Competición        |
| ------------------ | ----------------------- | ------------------ | ------------------ |
| 1999               | Avoriaz ( Francia)      | Medalla de bronce  | Trials 26″         |
| 2000               | Sierra Nevada ( España) | Medalla de oro     | Trials 26″         |
| 2002               | Kaprun ( Austria)       | Medalla de plata   | Trials 26″         |